# Tiroteo en Colorado de 2021
El 22 de marzo de 2021, ocurrió un tiroteo masivo en un supermercado King Soopers en Boulder, Colorado, Estados Unidos. Murieron diez personas de raza blanca, incluido un agente de policía local. Varios otros agentes resultaron heridos. El presunto tirador, Ahmad Al Aliwi Al-Issa, fue herido por la policía y trasladado al Hospital de Boulder Community Health Foothills antes de ser trasladado a la cárcel del condado de Boulder.

## Eventos
El tiroteo comenzó poco después de las 2:30 p. m. MDT (20:30 UTC) cuando un hombre armado ingresó al estacionamiento del supermercado y comenzó a disparar. Se encontró una "persona fallecida" en un vehículo; que estaba estacionado justo al lado del vehículo de Al-Issa, y un anciano fue encontrado en el estacionamiento disparado varias veces. Una familia en la fila esperando sus inyecciones de la vacuna COVID-19 en la farmacia de la tienda vio al hombre armado entrar a la tienda y dispararle a una mujer al frente de la fila, y procedieron a esconderse en un armario de abrigos hasta su rescate. Algunos clientes y empleados llegaron a un lugar seguro a través de una salida trasera en el supermercado. El incidente fue transmitido parcialmente en vivo por un testigo. Se encontró un rifle en posesión del sospechoso.
Casi al mismo tiempo que comenzó el tiroteo, el Departamento de Policía de Boulder comenzó a recibir llamadas de "una posible persona con un rifle de patrulla" y disparos. Uno de los primeros oficiales en la escena fue el oficial Eric Talley, quien fue asesinado a tiros por el perpetrador. A las 2:34 p. m. un despachador de la policía de Boulder proporcionó una descripción inicial del perpetrador como "un hombre blanco". Los oficiales participaron en un tiroteo con el perpetrador a las 2:40 p. m. y los disparos continuaron hasta las 3:21 p. m. En un momento del tiroteo, Al-Issa recibió un disparo en la pierna. A las 3:28 p. m., Al-Issa fue detenido.
Los testigos en el lugar informaron haber escuchado entre diez y treinta disparos en rápida sucesión.
Se emitió una orden de refugio en el lugar en el área a las 4:18 p. m. y levantado a las 6:40 p. m..
Hasta quince agencias diferentes respondieron al incidente, incluido el SWAT del condado de Jefferson, el FBI, la Oficina de Alcohol, Tabaco, Armas de Fuego y Explosivos y los departamentos de policía locales. Se usó una camioneta con escalera del departamento de bomberos para llevar a un equipo SWAT al techo. Al menos tres helicópteros médicos fueron convocados a un área de preparación en la cercana escuela secundaria Fairview.

## Víctimas fatales
Las víctimas tenían entre 20 y 65 años de edad e incluían trabajadores del supermercado, un oficial de policía que se apresuraba al lugar y personas que estaban comprando un lunes por la tarde.
- Denny Stong, 20 años, trabajador de King Soopers.
- Neven Stanisic, 23 años, joven religioso, hijo de refugiados bosnios que escaparon de las guerras yugoslavas en los años noventa.
- Rikki Olds, 25 años, gerente de front-end en King Soopers.
- Tralona Bartkowiak, 49 años, copropietaria de una tienda de ropa en Boulder.
- Teri Leiker, 51 años, directora de la banda de marcha de la Universidad de Colorado.
- Eric Talley, 51 años, oficial de policía de Boulder.
- Suzanne Fountain, 59 años, actriz de teatro comunitario.
- Kevin Mahoney, 61 años, gestor e inversor de activos hoteleros.
- Lynn Murray, 62 años, jubilada, ex directora de fotografía de las revistas Glamour, Marie Claire y Cosmopolitan.
- Jody Waters, 65 años, trabajador y propietario de boutiques a lo largo de Pearl Street Mall de Boulder.